# An Ba-ul
An Baul (Anyang, 25 de março de 1994) é um judoca sul-coreano.
Foi vice-campeão olímpico nos Jogos Olímpicos de 2016 no Rio de Janeiro, apesar de ter sido considerado o favorito ao ouro, além de campeão mundial no Campeonato Mundial em 2015.